# Nocturna, la nuit magique
Pour plus de détails, voir Fiche technique et Distribution.
Nocturna, la nuit magique est un long métrage d'animation franco-espagnol de Víctor Maldonado et Adrià García sorti en 2007. C'est un dessin animé relatant une intrigue fantastique et poétique destinée à un jeune public.

## Synopsis
Tim est un petit garçon qui vit dans un orphelinat. Un soir, Tim remarque l'absence de son étoile. Partant à sa recherche, il va bientôt découvrir un monde magique aussi incroyable qu'insoupçonné qui évolue chaque nuit pendant que tout le monde dort. Mais ce monde est en danger...

## Fiche technique
- Titre : Nocturna, la nuit magique
- Réalisation et scénario : Víctor Maldonado et Adrià García
- Montage : Félix Bueno
- Musique originale : Nicolas Errèra
- Création des décors : Alfredo Torres
- Direction artistique : Adrià García, Víctor Maldonado
- Storyboard : Enrique Fernández
- Production : Philippe Garell et Julio Fernández
- Sociétés de production : Filmax animation, Castelao Production, Bren Entertainment, en association avec Gebeka Films
- Distribution : Filmax Entertainment (Espagne, cinéma), Gebeka Films (France, cinéma)
- Pays de production :  France,  Espagne
- Langue originale : espagnol
- Format : 1.85, couleur
- Genre : fantastique / animation
- Durée : 80 minutes
- Dates de sortie :
  - Italie : 6 septembre 2007 (Mostra de Venise 2007)
  - Canada : 9 septembre 2007 (Festival international du film de Toronto)
  - Espagne : 11 octobre 2007
  - France : 24 octobre 2007

## Distribution

### Voix française
- Jean-Luc Reichmann : Chat-man, le berger des chats
- Roger Carel : Moka
- Hélène Bizot : Tim
- Hélène Bizot : l'étoile polaire
- Philippe Peythieu : Murray, le lumignon courageux
- Évelyne Grandjean : ébouriffeuse
- Catherine Cerda : ébouriffeuse
- Florence Dumortier : ébouriffeuse
- Patrick Noérie : les lumignons
- Hervé Caradec : l'informateur
- Patrick Pellegrin : Mister Pi
- Isabelle Volpé : voix d'enfants

## Accueil critique
Au moment de sa sortie en France fin octobre 2007, le film reçoit un accueil favorable de la critique. Parmi les critiques les plus favorables, celle de Studio Magazine, qui donne au film une note de 3,5 sur 5, juge le film « aussi original que poétique », en apprécie l'univers (qu'elle rapproche du cinéma de Guillermo del Toro) ainsi que l'évocation subtile de la peur du noir. Ouest-France donne au film trois étoiles sur quatre et apprécie « un climat de poésie et de rêve joliment original, concoté par un tandem d'auteurs espagnols très inspirés ». Dans Télérama, Cécile Mury apprécie l'« univers esthétique inédit et cohérent » qui résulte d'influences nombreuses, « de Jules Verne à Caro et Jeunet ou Tim Burton ». Elle analyse la démarche créative du film (imaginer un univers cohérent pour expliquer toutes les frayeurs et incidents nocturnes redoutés par les petits enfants), la rapproche de celle de Monstres et Cie de Pixar, et estime le résultat « idéal pour apaiser les terreurs nocturnes et stimuler les rêves ».
Plus nuancés, Renaud Baronian et Pierre Vavasseur, dans Le Parisien, affirment : « Cette étonnante digression sur les terreurs nocturnes des jeunes enfants s'appuie sur un joli graphisme à l'ancienne, inspiré de Hayao Miyazaki, Tim Burton et Murnau, sans toutefois atteindre le niveau de ces grands maîtres du 7e art. Mais ce premier film (...) mérite tout de même le détour. »

## Distinctions
Nocturna, la nuit magique remporte deux distinctions : le prix du Meilleur film d’animation au festival du film de Barcelone en 2007, puis le Prix Goya du meilleur film d'animation en 2008. Par ailleurs, il fait partie de la sélection officielle hors compétition pour le festival italien de la Mostra de Venise en 2007.

## Édition en vidéo
En France, le film est édité en DVD par France Télévisions Éditions en 2008.